# VISION-殺しが見える女-
『VISION-殺しが見える女-』（ビジョン ころしがみえるおんな）は、2012年7月5日から9月27日まで読売テレビ制作・日本テレビ系列の「木曜ミステリーシアター」枠で放映された日本のテレビドラマ。

## 概要
殺人の映像が見える特殊能力を持ってしまったモデルが、休職中の刑事とともに難事件を解決していく姿を描く。毎回1つの事件の捜査を読みきり形式で追いつつ、ヒロイン・玲奈の謎に包まれた過去も暴かれる連続ドラマの要素を兼ね備えた本格派ミステリー・サイコサスペンスである。山田優は『崖っぷちのエリー〜この世でいちばん大事な「カネ」の話〜』（2010年7月期、朝日放送・テレビ朝日）以来、2年ぶりの連続ドラマ主演となる。
キャッチコピーは、「犯人が、この女の脳に現れる。」

## あらすじ
五感でとらえたものを現実《リアル》とすることが誤解を生み、人は現実《リアル》をとらえられないままに生きている
とあるバーで、謹慎中の刑事浅野和馬は、プラチナ詐欺グループに犯行写真を買い取る取引を持ちかけていた。同じ頃、別のテーブルで仕事の打ち合わせをしていたモデルの来栖玲奈とマネージャーの清末功輝の元へ、モデル仲間の朝倉マリアが仕事を横取りされたと乱入し、玲奈と言い争いを始めてしまう。そこへ詐欺グループの主犯・北川忠介が現れ、玲奈に「クリスティーナ」と声をかけるが、玲奈は北川と会ったことも、「クリスティーナ」と呼ばれる覚えもなかった。
その後、詐欺グループのメンバーが遺体で発見され、玲奈にだけ北川の姿が見えるようになるが、北川の額にはなぜか銃弾の痕があった。上司の崎阪芳夫から詐欺グループと同じ店に居合わせ、北川との接触があった玲奈の監視を依頼された和馬は、玲奈に起きた現象を当初信じていなかったが、玲奈を通して北川に指示された場所から詐欺グループの別のメンバーの遺体を発見したことにより、玲奈と行動を共にするようになる。

## キャスト

### 主要人物
来栖 玲奈 - 山田優（乳児期：得丸星那・得丸星吏）
1984年12月5日生まれ。血液型O型。クロノスモデルエージェンシー所属の売れないモデル。思ったことを口にしては周囲に敵を作ってしまう。北川との出会いを境に、前触れもなく、殺人の映像が見える特殊能力「VISION」 が覚醒してしまう。当初は映像が見えるのみだったが、次第に能力が強くなるにつれて、犯人に触れたり、交信も可能となった。
中学の時に父親が癌で亡くなった時には既に別の記憶に書き換えられていたため、同じ中学に在学していたマリアのことは覚えていなかった。また当時の写真は留学先の寮の火災で焼失しており、遊びで作成した合成写真しか残っていなかった。生まれてすぐ何らかの理由により、外科手術によって大脳の左脳後頭葉に帯電物質が埋め込まれている。
本物の来栖玲奈は3年前に亡くなっており、研究の為に彼女のDNAから創られたクローンである。オリジナルほどの悪意がなかったため、代わりに家族の元に戻された。
浅野 和馬 - 金子ノブアキ
城南警察署刑事課 巡査長。ある事件で問題を起こし、3カ月の停職処分を命じられる。玲奈と行動を共にするうちに惹かれていく。
清末 功輝 - 勝村政信
玲奈のマネージャー。遅刻が多かったり、ずる賢いと思われているため、モデルからの信頼は低く、立原から殺人のターゲットにされてしまう。「クリスティーナ」から届いたゲーム「Secret of Christina」によってプレイヤーが洗脳され、殺人を犯すことを知るが、長岡の巻き添えで研究室から転落死する。

### 城南警察署 刑事課
崎阪 芳夫 - 矢柴俊博
警部補。和馬が解雇処分にならないよう取り計らい、その見返りに捜査協力を命令する。基本的に玲奈の能力を信じていないが、和馬を通して彼女の能力に頼っている。
秋山 大介 - 吉家章人
警部補。警察関係者の父親から上層部への口利きがあったため、北川を射殺した処分は軽減される。玲奈の能力には懐疑的。エリート意識が強いのか自説を曲げない性格で、それに囚われ過失も多い。
玉田 圭吾 - 安倍康律
新人刑事。崎阪には従順だが、やや気が弱いのか、岡田を取り逃がした際には動揺し、崎阪よりも先に和馬に連絡した。後に崎坂にもミスしたことを知られ、泣きながら詫びていた。
ユカ - 細谷レナ（第2・7話）
女性警察官。

### 玲奈のルームメイト
朝倉 マリア - コトウロレナ
玲奈と同じ事務所のモデル。玲奈と同じ中学の卒業生。玲子からの依頼で玲奈を監視し、近況を随時報告していた。学生時代は玲奈と全く関わりを持っていなかったが、人格が変わった現在の玲奈は友達であると語っている。
高見 雪乃 - 麻倉みな
地下アイドル。歌やダンスの練習に励んでいる。

### 心理学の研究者
田口 宗治郎 - 酒井敏也（第2・6話）
栄修大学名誉教授心理学博士。行動心理学の第一人者。長岡に殺される。
長岡 太一 - 野間口徹（第3・6話）
明光大学心理学研究所准教授。「Secret of Christina」というゲームの影響で洗脳され、人を殺すことへの葛藤や理性を失い、以前から恨みを抱いていた田口を「クリスティーナ」の名前を借りて殺害した。その後、ゲームによる影響を知った清末を巻き添えに研究室から飛び降りて自殺する。
田所 - 神尾佑（第9 - 10話）
脳外科医。玲奈の脳に帯電物質が埋め込まれていることを発見し、竹村と交信している玲奈の脳波を見て彼女の能力を信用する。

### その他
来栖 玲子 - 朝加真由美（第4・9話 / 第6・8話〔回想〕）
玲奈の母親。喫茶店経営。玲奈に「VISION」の能力が覚醒して以降、玲奈同様に死者の映像が見えるようになる。突如店を引き払い、行方不明となる。マリアに今の玲奈は｢別人だ｣と語り、娘を守るために玲奈の監視を依頼する。
新津 道雄 - 康喜弼（第5 - 6・9 - 11話）
雪乃のマネージャー。清末の死後、玲奈たちの事務所を引き継ぐ。甲斐谷の仲間で「Secret of Christina」を配信していた。玲奈の拉致に失敗し、甲斐谷に殺される。
甲斐谷 正憲 - 升毅（第7 - 8・10 - 最終話 / 第9話〔回想〕）
玲奈が由加里を殺害した容疑で逮捕されたときに彼女の前に現れ、クロノスモデルエージェンシーの顧問弁護士・川辺彰一の名を騙る。由加里を殺して岡田にその罪を着せ、和馬の車に細工をして事故を起こさせた真犯人。玲奈の能力を科学的にデータ収集し、警察の動きも把握している。
犯罪心理学者として帝洋大学心理学部教授を経て、警視庁科学捜査研究所で主任研究員を務めていた。しかし2010年12月に亡くなっている。
詳細は語られていないが、玲奈たちの前に現れた甲斐谷も玲奈同様クローンで、彼の脳にも玲奈と同様の帯電物質が埋め込まれている。オリジナルの玲奈をゲームキャラクター・クリスティーナにし、波動をデータ化したゲーム「Secret of Christina」を開発して、プレイヤーのサンプルを収集していた。

### ゲスト
- 第1話
  - 北川 忠介（プラチナ投資詐欺グループ主犯） - 鈴木浩介
  - 伊東（北川の仲間） - 岩岡佑次
  - 南田（北川の仲間） - 泊帝
- 第2話
  - 立原 建夫（パラレル出版社員） - 中村倫也
  - 吉村 益男（パラレル出版社員・立原の先輩） - 乙黒史誠
  - 横内 庄一（パラレル出版社員・立原の先輩） - 松本雄大
  - 三木 平助（自動車整備工・立原の高校時代の同級生） - 斉藤一平
- 第3話
  - 水島 貞子（高級秘密クラブエスコートガール） - 佐藤寛子
  - 本木 浩一（政治家・1人目の被害者） - 岡田正
  - 明石 謙司（2人目の被害者） - 貝倉有馬
  - 村上 晃（帝和交通タクシー運転手） - 宇野祥平
- 第4話
  - 白井 義孝 / ミスターX（飯塚北警察署刑事） - 宮崎吐夢
  - 佐藤 啓太（佐藤ファイナンス社長・株式ディーラー） - 辰巳蒼生
  - 猿谷 満（麗部不動産専務・佐藤の手下） - 寺井文孝
  - 黒川（飯塚北警察署刑事） - 柏村栄行
  - 高橋 主水（週刊誌記者殺害事件実行犯） - 伊藤仁
  - 佐藤の部下 - 東野佑美
- 第5話
  - 田中 卓治（カメラマン） - 桐山漣
  - 近藤 直哉（カメラマン） - 松尾敏伸
  - 的場 宏昭（フリーター） - いそむら智彦
  - 浅田（撮影スタッフ） - 北村智晃[5]
  - 桑野（盗撮犯） - 窪寺昭
  - 撮影スタッフ - 小出ミカ
  - 近藤のアシスタント - 黒岩司
- 第6話
  - 田口が行った潜在催眠実験の被験者役の学生 - 上杉梨紗
  - 田口が行った潜在催眠実験の面接官役の学生 - 坂城君
  - 「NEWS AROUND」アナウンサー - 外島孝一
  - カメラマン - 川島雄作
- 第7 - 8話
  - 藤堂 由加里（心理カウンセラー） - 村岡希美
  - 岡田 一夫（「トコトンやらナイト!」AD） - 山口大地
  - 吉岡 成美（料理教室生徒・玲奈の中学時代の同級生） - 大村彩子（第7話）
  - 栗田 友江（宮下商事社員・玲奈の中学時代の同級生） - 桂亜沙美（第7話）
  - 萌子（料理教室生徒・成美の友人） - 押切もえ（友情出演 / 第7話）
  - マキ（料理教室生徒・成美の友人） - 西山茉希（友情出演 / 第7話）
  - 「トコトンやらナイト!」出演者 - 虹組キララ（本人役）、高円寺モテコ（本人役）[6]
  - 「トコトンやらナイト!」司会者 - 水野直
  - 「トコトンやらナイト!」プロデューサー - 花ヶ前浩一
  - 「NEWS AROUND」キャスター - 小磯一斉
  - 川辺 彰一（クロノスモデルエージェンシー顧問弁護士） - 木澤俊介（写真のみ / 第8話）
- 第9話
  - 竹村 幸夫（グローバルインフラ社長坂上勇一の秘書） - 丸山智己（第10話）
  - 石井 千春（グローバルインフラ社員） - 上野なつひ
  - 清水 愛子（クラブホステス・坂上の愛人） - 立花彩野
  - クラブホステス（坂上の愛人） - 光藤麻里子
- 第10話
  - 馬淵 純一（会社員） - 細田よしひこ
  - 中垣 武明（1人目の被害者） - 中村嘉夫
  - 清掃作業員（2人目の被害者） - 井上雅稀
  - ブレインマシンインターフェイスの被験者 - 松井武士
- 第11話
  - 浜倉 カヅキ（会社員） - 森山栄治（最終話）
  - 及川（北多摩運送店運転手） - 日野陽仁
  - 真由美（北多摩運送店事務） - 南雲りえ
  - 警察官 - 平野靖幸
  - 香川（城南警察署長） - 佐藤祐四
  - 新津が借りていたマンションの管理人 - 高橋修
  - 刑事 - 小林和寿
  - 「NEWS FEATHER」キャスター - 篠原剛（最終話）
- 最終話
  - 赤井 光太郎（刑事課巡査長・和馬の警察学校同期） - 五十嵐大輔
  - 緑川（刑事） - 山本直輝

## スタッフ
- 原案・脚本：飯田譲治
- 脚本協力：嶋田うれ葉
- 音楽：原田智英
- 主題歌：CREAM 「RUNAWAY」（rhythm zone）
- 演出：星野和成・植田尚・吉原通克（MMJ）
- 選曲：近藤隆史
- 音響効果：寺岡基臣、壁谷貴弘、谷川義春、猪俣泰史、岩崎晋介
- 劇中歌作詞：奥山雄太
- 法律監修：本山信二郎（広尾マイスター法律事務所）
- 協力：法科学鑑定研究所
- CGプロデュース：奥田圭一
- タイトルCG：相川はじめ
- スタントコーディネーター：大道寺俊典
- 車輌・カースタント：TA・KA
- 振付：北村智晃
- チーフプロデューサー：堀口良則
- プロデューサー：尼子大介（ytv）、遠田孝一・浅井千瑞（MMJ）
- プロデューサー補：丹野可奈子、佐藤利佳、森村愛、古河雅彦
- 撮影協力：砂漠の薔薇
- 制作協力：MMJ
- 制作著作：読売テレビ

## サブタイトル
| 話数                                                       | 放送日        | サブタイトル | 演出     |
| ---------------------------------------------------------- | ------------- | ------------ | -------- |
| #1                                                         | 2012年7月05日 | 覚醒         | 星野和成 |
| #2                                                         | 2012年7月12日 | 復讐         | 星野和成 |
| #3                                                         | 2012年7月26日 | 破滅         | 植田尚   |
| #4                                                         | 2012年8月02日 | 裏切り       | 植田尚   |
| #5                                                         | 2012年8月09日 | 接触         | 星野和成 |
| #6                                                         | 2012年8月16日 | 模倣犯       | 星野和成 |
| #7                                                         | 2012年8月23日 | 悪女のkiss   | 植田尚   |
| #8                                                         | 2012年8月30日 | 共鳴する悪意 | 植田尚   |
| #9                                                         | 2012年9月06日 | 逆襲         | 星野和成 |
| #10                                                        | 2012年9月13日 | 犯人への挑戦 | 吉原通克 |
| #11                                                        | 2012年9月20日 | 極秘捜査     | 植田尚   |
| 最終回                                                     | 2012年9月27日 | 玲奈の正体   | 星野和成 |
| 平均視聴率 3.0% （視聴率は関東地区・ビデオリサーチ社調べ） |               |              |          |

- 7月19日は、サッカーなでしこジャパン強化試合 日本女子代表×フランス女子代表戦放送のため休止。
- 第9話は、キリンチャレンジカップサッカー2012 日本代表×UAE代表戦放送のため、翌9月7日 0:28開始。
- 第11話は、『ダウンタウンDX 叶姉妹10億越え!ゴージャス私服20年突入直前SP!』放送のため、翌9月21日 0:33開始。
- 最終話は、『秘密のケンミンSHOW 秋の大豊作カミングアウト!感動の再会もありますよSP!!』放送のため、翌9月28日 0:18開始。